# Анжу Петро Федорович
Петро́ Фе́дорович Анжу́ (рос. Пётр Фёдорович Анжу; 15 лютого 1796 — 12 жовтня 1869) — адмірал російського флоту, дослідник Арктики.
Очолював експедицію, яка досліджувала північне узбережжя Сибіру (1820—1824). Разом із П. Ільїним описав узбережжя між річками Оленьком та Індигіркою. Склав карту Новосибірських островів. Іменем Анжу названо північну групу Новосибірських островів.